# San Giuseppe alla Lungara
San Giuseppe alla Lungara je římský kostel v rione Trastevere, na via della Lungara.
Byl postaven během pontifikátu Klementa VIII. roku 1734, podle projektu Ludovica Rusconiho Sassiho. Rekonstrukce proběhla během 19. století a týkala se hlavně kupole (1872), která se hroutila.
Fasáda kostela je dvouřadá. Interiér má oktagonální půdorys. Na hlavním oltáři je malba Mariana Rossiho Josefův sen. Zákristie uchovává mramorovou bustu Klementa XI. a malbu Triumf církve Rossiho (1768).
Ke kostelu byl připojen konvent postavený v letech 1760-1764 Fiorim, s bohatě zdobenou fasádou. Nad portálem je nápis: D.O.M. Domum hanc Piorum Operariorum Clementis PP. XIII pietas a fundamentis erexit anno MDCCLXIII